# Леттеркенні
Леттеркенні (англ. Letterkenny, ірл. Leitir Ceanainn — дослівно «пагорб О'Коннон») — місто в Ірландії, графство Донегол (провінція Ольстер), це найбільше і густонаселене місто в графстві Донегал, Ірландія (але не адміністративний центр, як помилково вважається). Він лежить на річці Свіллі у східному Донегалі і має населення 19 274. Леттеркенні разом із сусіднім містом Деррі вважаються регіональними економічними воротами.
У місті розташована прем'єр-міністр третього рівня Донегал, технологічний інститут технологій Леттеркені (LYIT), а також коледж Сен-Еунана, Highland Radio та індуїстський храм. Місто славиться своїм нічним життям. Комплекс Aura, біля парку О'Доннелл, включає в себе басейн з олімпійським стандартом, спортивний трек Денні МакДейд та арену, здатну організувати проведення заходів на вищому рівні. У 2015 році місту була присуджена нагорода про те, що він вважається найохайнішим містом в Ірландії.

## Історія
Сучасне місто Леттеркенні почалося як ринкове місто на початку 17 століття під час Плантації Ольстера. Можливо, його було засновано на місці більш раннього гельського поселення. Це був перший пункт перетину річки Свілли. У недавньому минулому Леттеркенні був значною мірою сільськогосподарським містечком, оточеним отарами великою рогатої худоби та овець, що паслися на тому місці у той час, коли Конвал (3 км на захід від Леттеркенні) був церковним центром і морським портом. Води Атлантики ще не відступили від басейну Свіллі, чий ліс річок у той час простягався майже до Нью-Міллса — доказ цього може бути виявлено в тих алювіальних площинах між Олдтаун і Порт-Роуд.
Зниження вод Атлантичного сходу сприяло прогресу, а з будівництвом мостів, місто Леттеркенні почало набувати форми, яку вона має сьогодні. На хвилі плантації Ольстера (який почався приблизно в 1609 р.), коли шотландці Патрік Крофорд отримали площу 4 квадратних кілометрів (990 акрів), утворилася компактна громада.
Честь офіційно заснувати місто отримав сер Джорджа Марбері. Спочатку існувало, мабуть, 50 будинків — сучасний Олдтаун. Головні вулиці, що і зараз страждають від заторів, були спочатку кінними стежками, які сільськогосподарські фермери використовували для виходу на ринки.
Там, де стояв стародавній замок, де зараз стоїть собор св. Юнана та св. Колумба. Замок, побудований у 1625 році, був розташований на південь від гори Саутвул на замковій вулиці. Жодних останків замку не існує сьогодні.
Під час ірландського повстання 1798 р., 12 жовтня, велика французька сила, до складу якої входили 3000 чоловік, включаючи Вулф Тон, намагалися висадитися в графстві Донегал поблизу Лоу Свілли. Вони були перехоплені британськими силами королівського військово-морського флоту і, нарешті, після тригодинної битви, здалися, так і не змігши висадитися в Ірландії.
У 1824 році, коли був написаний перший опис Леттеркенні як сучасного міста, було зазначено, що «в межах півмилі є порт Баллірієн, де судна тоннажністю 100 тонн привозять залізо, сіль та колоніальні продукти, звідси вони експортують шкіри та масло». Нічого не залишилося від порту зараз, крім складів, що є прикладом архітектури складів 19 століття.
Леттеркенні здобув статус міста на початку 1920-х. Коли Ірландський фунт замінив британський фунт стерлінгів у графстві Донегал у 1928 році, багато ірландських банків, які раніше перебували в Деррі (в новій Північній Ірландії), відкрили відділення в Леттеркенні.

## Пам'ятки, історичні споруди
- Собор св. Еунана та св. Колумба (1890—1900),
- Коледж Св. Еунана (1906),
- Музей гарфства Донегол,
- Церква Св. Трійці,
- Церква Конвел,
- Рокхілл-Хаус
- Театр An Grianán
- бібліотека і мистецький центр, регіональний культурний центр, спортивний комплекс.

## Транспорт
Містом проходять 2 важливі національні дороги N13 та N14. З початку 20 століття по 1959 рік у місті діяла залізнична станція.

## Відомі особистості
В поселенні народився:
- Олівер Бонд (1760—1797) — ірландський революціонер.